# Muntanyes de Can Rigol
Les Muntanyes de Can Rigol és una serra situada al municipi de Cervelló a la comarca del Baix Llobregat, amb una elevació màxima de 580 metres.